# Lithocarpus lampadarius
Lithocarpus lampadarius (Gamble) A.Camus – gatunek roślin z rodziny bukowatych (Fagaceae Dumort.). Występuje naturalnie w północnej części wyspy Borneo oraz na Półwyspie Malajskim (w malezyjskich stanach Perak, Pahang i Terengganu). 

## Morfologia
PokrójZimozielone drzewo dorastające do 45 m wysokości. Pień wyposażony jest czasami w Korzenie podporowe. Kora jest szorstka, popękana i ma brązową barwę.
LiścieBlaszka liściowa jest skórzasta i ma eliptyczny kształt. Mierzy 20,3–35,6 cm długości oraz 7,6–14 cm szerokości, ma zaokrągloną lub ostrokątną nasadę i ostry wierzchołek. Ogonek liściowy jest nagi i ma 12–20 mm długości. Przylistki mają równowąski kształt i osiągają 10 mm długości.
OwoceOrzechy o jajowato stożkowatym kształcie, dorastają do 38 mm długości. Osadzone są pojedynczo w miseczkach w kształcie kubka, które mierzą 20–30 mm średnicy.

## Biologia i ekologia
Rośnie w lasach, na wysokości do 1200 m n.p.m.